# Pałacyk Lloyda w Bydgoszczy
Pałacyk Lloyda – zabytkowy budynek w Bydgoszczy, dawna siedziba przedsiębiorstw żeglugowych, położony w strefie staromiejskiej nad Brdą.

## Położenie
Pałacyk stoi przy wschodniej pierzei Rybiego Rynku nad prawym brzegiem Brdy.

## Historia
Pałacyk wzniósł w latach 1885–1886 kapitan żeglugi Otto Liedtke. Był on najbardziej reprezentacyjnym budynkiem całego kompleksu, w którego skład wchodziły m.in. kamienica, wozownia oraz magazyny. Projektantem budynku był mistrz budowlany Waldemar Jenisch. Do 1908 r. budynek pełnił funkcję mieszkalną dla właściciela i jego rodziny. Później nieruchomość została zakupiona przez Bydgoskie Towarzystwo Żeglugi Śródlądowej (Bromberger Schleppschiffahrt). Nastąpiła przebudowa budynku, dobudowa skrzydła wschodniego i przeznaczenie parteru na cele administracyjno-biurowe. Do budynku wprowadził się zarząd spółki.
Po przejęciu Bydgoszczy przez administrację polską w 1920 r., obiekt nie zmienił swojej funkcji. Niemieckie przedsiębiorstwo żeglugowe przemianowano na „Lloyd Bydgoski”, a jego siedzibą pozostał opisywany pałacyk. „Lloyd” był wówczas jednym z największych przedsiębiorstw żeglugowych w kraju. Posiadał oddziały w Gdańsku, Warszawie, Włocławku, fabrykę maszyn i stocznię na Kapuściskach Małych, tartak i port przeładunkowy na Siernieczku oraz cegielnię i gorzelnię w Czersku Polskim.
Po II wojnie światowej budynek nadal służył przedsiębiorstwu żeglugowemu, tym razem pod nazwą Żeglugi Bydgoskiej. W piwnicach mieściły się archiwa, kasa, magazyny i kotłownia. Na parterze zlokalizowano biura dyrektorów, księgowości i rozlicznych działów przedsiębiorstwa. Na poddaszu znajdowały się kolejne biura oraz centrala telefoniczna.
W 1974 r. przeprowadzono remont budynku. We wnętrzu pałacyku miał powstać Dom Marynarza, zaś w miejscu wyburzonych pozostałych obiektów na nabrzeżu - Ośrodek Szkolenia Zawodowego żeglugi śródlądowej. Do realizacji nie doszło z powodu trudności gospodarczych.
Nieruchomość została ostatecznie sprzedana w 1995 r. Nowy właściciel – BRE Bank dokonał rewaloryzacji pałacyku wraz z odtworzeniem detali architektonicznych (gzymsy, naczółki, sterczyny, obeliski, iglica z wiatrowskazem). Natomiast w miejscu pozostałych obiektów pobocznych powstały w latach 1997–1998 według projektu arch. Andrzeja Bulandy z Warszawy dwa nowoczesne budynki ze szkła, stali i cegły klinkierowej, tzw. „nowe spichrze”.

## Architektura
Obiekt zbudowany jest w stylu manieryzmu niderlandzkiego, z wieżą i dekoracyjnymi szczytami.
W Bydgoszczy przedstawicielami podobnego stylu architektury, lecz o znacznie większej skali są: 
- dawny Przytułek dla Niewidomych w narożu ul. Kołłątaja i Staszica,
- gmach Dyrekcji Kolei Wschodniej przy ul. Dworcowej.